# Ganske normalt
Ganske normalt er en dansk dokumentarfilm fra 1980, der er instrueret af Rudy Hougård.

## Handling
Filmen skildrer en ung mand, Peter, der bor på en institution for åndsvage. Gennem Peters daglige konfrontationer med personalet og de andre beboere på institutionen skildres en individuel skæbne, for hvem handicappet er et fængsel, som institutionen kun kan gøre så behageligt som muligt, men aldrig lave om på.